# Понтекорво, Джилло
Джи́лло Понтеко́рво (итал. Gillo Pontecorvo), настоящее имя ─ Джильбе́рто Понтеко́рво (итал. Gilberto Pontecorvo; 19 ноября 1919[…], Пиза, Тоскана — 12 октября 2006[…], Рим) — итальянский кинорежиссёр, сценарист и общественный деятель-коммунист.
Режиссёр политических фильмов «Капо» (антифашистский, о концлагере), «Битва за Алжир» (антиколониальный, о борьбе Фронта национального освобождения), «Кеймада» (о восстании чёрных рабов на карибском острове), «Операция „Чудовище“» (о борьбе ЭТА с франкистским режимом). 
Обладатель многих национальных и международных премий, в том числе «Золотого льва», дважды был номинирован на «Оскар».

## Биография
Родился в Пизе в богатой еврейской семье. Его родители — Массимо и Мария Понтекорво — были одними из самых состоятельных членов еврейской общины города (Массимо Понтекорво вместе с братьями управлял основанной их отцом Пеллегрино Понтекорво сетью текстильных фабрик). Брат физика Бруно Понтекорво и генетика Гвидо Понтекорво.
В 1941—1956 годах был членом Итальянской компартии, которую покинул после подавления венгерского восстания, оставшись марксистом.
Сын — Марко Понтекорво, оператор, режиссёр, сценарист.

## Избранная фильмография
- 1957 — Большая голубая дорога
- 1959 — Капо
- 1966 — Битва за Алжир
- 1969 — Кеймада
- 1979 — Операция «Чудовище»